# Ghanas nationalmuseum
Ghanas nationalmuseum är ett historiskt museum i Accra i Ghana som invigdes den 5 mars 1957 av hertiginnan av Kent, prinsessan Marina i samband med firandet av landets självständighet från Storbritannien.
Museet samlingar innehåller kulturföremål från stenåldern och framåt samt afrikansk konst. Bland föremålen kan nämnas hövdingregalier och -troner, ghanesiska musikinstrument, guldföremål, pärlor, textilier, och lergods. Konstgalleriet visar verk av ghanesiska och afrikanska konstnärer.
Masker från Elfenbenskusten, träfigurer och pärlbroderier från  Sydafrika, bronsskulpturer från Ife i Nigeria och träfigurer från Kongo-Kinshasa har förvärvats genom byteshandel med andra museer.